# Vapenrock m/1958

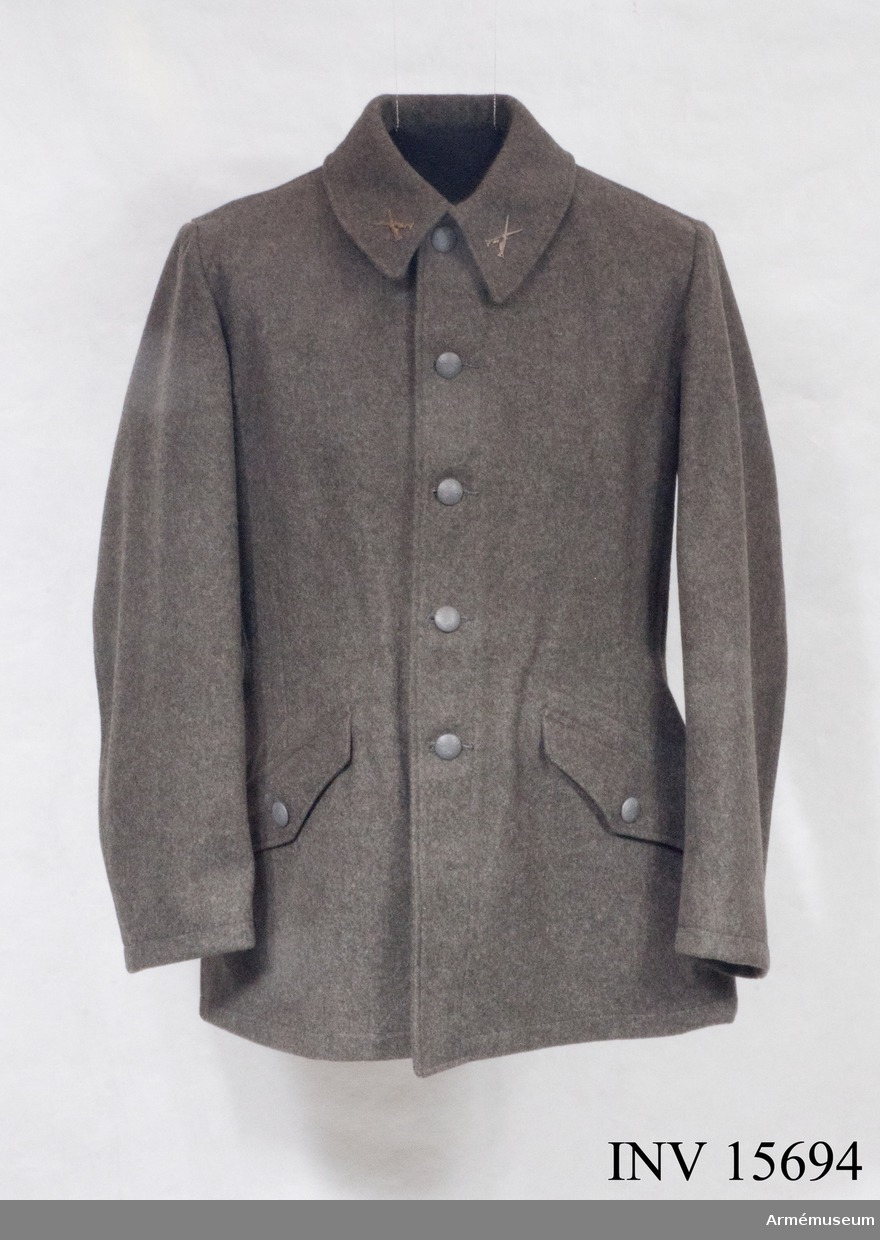
Vapenrock m/1958 (Ur Armémuseums samlingar.

Vapenrock m/1958 var en vapenrock som användes inom svenska Krigsmakten/Försvarsmakten.

## Utseende
Den är av gråbrungrönt ylle och har en mjuk nedvikt krage samt en enradig knapprad om fyra knappar. På framsidan finns två insydda snedställda fickor. Vidare finns på baksidan ytterligare två fickor. På kragen anbringas kragspegel m/1958.

## Användning
Den användes som en del av uniform m/1958